# Programmatische muziek
Programmatische muziek, in het Nederlands doorgaans programmamuziek genoemd, is een vorm van muziek die een verhaal vertelt of iets uitbeeldt dat op literatuur, geschiedenis of natuur betrekking heeft. Het is muziek waarin zich een 'programma' of 'vertelling' ontvouwt. Dit in tegenstelling tot abstracte muziek, ook wel 'absolute muziek' genoemd.
Overigens kan de meeste programmamuziek ook als absolute muziek genoten worden: kennis van het programma is niet per se noodzakelijk om deze muziek te begrijpen en waarderen.

## Geschiedenis
Het genre is net zo oud als de geschiedenis van de muziek zelf. Al in de oertijd deden mensen natuurgeluiden na en gebruikten ze onomatopeeën (klanknabootsingen). Het koekoek-motief, een hoge toon gevolgd door een lagere, is een van de bekendste elementen waaruit dit blijkt. Ook onweer, regen en storm werden al van oudsher geïmiteerd, evenals dierengeluiden.
Het gebruik van programmatische elementen kwam in de Middeleeuwen aanvankelijk minder vaak voor, omdat in de kerkmuziek het wereldlijke werd buitengesloten. Maar de ontwikkeling ging door. Vooral in de seculiere muziek werden veel 'programmatische' elementen gebruikt.
In de barokmuziek werden programmatische elementen vaak gebruikt om gezongen teksten te accentueren. Dit noemen musicologen tekstuitbeelding. Voorbeelden zijn de imitaties van de 'haan die kraait' en de 'aardbeving' uit de Matthäuspassion van Bach of de weersomstandigheden in De vier jaargetijden van Vivaldi.
Programmamuziek werd pas echt een volwaardig genre in de late periode van het classicisme, bijvoorbeeld met Die Schöpfung van Haydn, en in de romantiek, met als beroemdste voorbeeld de Symphonie fantastique van Hector Berlioz. Andere bekende werken in dit genre zijn de Pastorale van Beethoven, de Kinderszenen van Schumann en de Kinderkamer van Moessorgsky. Een nieuw verschijnsel in deze periode was het symfonisch gedicht, dat speciaal op programmatische orkestmuziek was toegesneden. Het genre werd 'uitgevonden' door Liszt en vond navolging bij onder anderen Smetana (Má Vlast, waarin De Moldau), Antonín Dvořák (onder andere De Watergeest) en Richard Strauss (onder andere Tod und Verklärung, Till Eulenspiegels lustige Streiche en Also sprach Zarathustra). Een voorbeeld van literair geïnspireerde programmamuziek vormt de Dante Sonate van Liszt.
Na de romantische periode bleef het genre bestaan en werd het in allerlei vormen doorgevoerd, zoals bij de impressionisten en expressionisten. Voorbeelden zijn te vinden bij Claude Debussy, die in Poissons d'Or de goudvissen imiteert , in Ondine de waternimf, in Childrens Corner het kinderspeelhoekje en in La Mer de zee. Ook Ravel schreef vaak programmatisch. Zo is in het Linkerhandconcert het 'geronk van vliegtuigmotoren' te horen in de lage inleiding voor de pianosolo, waarmee Ravel tracht het geluid weer te geven van vliegtuigen tijdens de Eerste Wereldoorlog, waarin Paul Wittgenstein aan het front in Polen vocht. Ravel schreef ook Jeux d'eau, het spel van het water. Zo zijn er talloze voorbeelden te noemen.
Ook in de moderne tijd is veel programmamuziek of semi-programmamuziek gecomponeerd. Olivier Messiaen schreef onder andere Catalogue des oiseaux naar aanleiding van een minutieuze studie van vogelgeluiden.